# Ganna (Ungern)
Ganna är en ort (by) i provinsen Veszprém i västra Ungern. Orten har 258 invånare (2024), på en yta av 15,47 km². Den ligger cirka 14 kilometer norr om Ajka.